# Snow (rivière)
Pour les articles homonymes, voir Snow.
La rivière Snow est un cours d'eau d'Alaska, aux États-Unis, de 45 km de long, située dans le Borough de la péninsule de Kenai. Elle prend sa source dans les Montagnes Chugach, près de Seward, et se jette près de Primrose, dans la rivière Kenai.